# Наганов, Владислав Игоревич
Владисла́в И́горевич Нага́нов (при рождении Гаганов; 28 апреля 1984, Пенза, Пензенская область) — российский политик, общественный деятель, публицист, депутат Совета депутатов городского округа Химки Московской области в 2016-2021 гг..

## Биография
Окончил Московскую государственную юридическую академию в 2007 г.
В 2006—2007 годах состоял в движении РНДС, был помощником исполнительного директора Фонда «Гражданская инициатива», исполнительного директора РНДС Половинкина А. И..
В 2007 году избран в руководящий орган Московского городского отделения Народно-демократический союза молодёжи (НДСМ). 10 мая 2007 года Совет НДСМ принял решении об исключении Наганова из движения.
В 2007—2012 годах сотрудничал с Российским общественным институтом избирательного права.
С 2007 года осуществляет юридическое сопровождение избирательных кампаний на федеральном, региональном и муниципальном уровнях, участвовал в международном наблюдении за выборами в иных странах в составе миссий Бюро по демократическим институтам и правам человека ОБСЕ и российских неправительственных организаций.
В 2008 году участвовал в выборах депутатов муниципального Собрания внутригородского муниципального образования Обручевское в городе Москве второго созыва от политической партии «Справедливая Россия».
В январе-феврале 2012 года опубликовал «Пособие по борьбе с пропагандой» — статистический сборник фактов о нефтегазовой зависимости экономики России; следующие две части Пособия были посвящены анализу положения дел в сфере национальной безопасности и уровня жизни населения. Методика составления пособия позднее подверглась критике.
В 2012-2013 гг. был автором в "Новой газете", также готовил статьи и информационно-аналитические материалы для некоммерческих организаций.
В апреле 2012 года Владислав Наганов и председатель Движения развития Юрий Крупнов стали одними из инициаторов общественной кампании против возможного появления перевалочного пункта НАТО в Ульяновске.
В 2012 - 2013 гг. входил в состав организационного комитета незарегистрированной партии "Народный Альянс" (позднее - "Партия Прогресса"). В декабре 2012 - мае 2018 г. — член её Центрального Совета..
В 2012—2013 годах был членом Координационного совета российской оппозиции.
В 2015-2016 гг. входил в состав мониторинговой рабочей группы Совета по правам человека при Президенте РФ по наблюдению на региональных и муниципальных выборах.
В 2016 - 2021 гг. являлся депутатом Совета депутатов городского округа Химки Московской области.
В 2020 г. руководил проектом «Экоцентр» в городе Химки. 